# Caesi hydroxide
Caesi hydroxide (CsOH) là một hợp chất gồm một ion caesi và một ion hydroxide. Nó là một base mạnh (pKb=-1.76), giống các hydroxide kim loại kiềm khác như natri hydroxide và kali hydroxide. Trên thực tế, caesi hydroxide đủ mạnh để nhanh chóng ăn mòn xuyên qua thủy tinh.
Do tính phản ứng mạnh, caesi hydroxide cực kỳ hút ẩm. Caesi hydroxide trong phòng thí nghiệm chủ yếu là muối hydrat.
Nó là một etchant đẳng hướng của silicon, lộ ra các mặt phẳng bát diện. Kỹ thuật này có thể tạo ra kim tự tháp và hố khắc hình thường xuyên cho các ứng dụng như hệ thống cơ điện tử. Chất này được biết là có độ chọn lọc cao hơn để khắc axit silicon có độ pha tạp cao hơn so với kali hydroxide.
Hợp chất này không thường được sử dụng trong các thí nghiệm do chi phí khai thác cao của caesi và hoạt tính phản ứng của nó. Nó hoạt động tương tự như các hợp chất rubidi hydroxide và kali hydroxide, nhưng mạnh hơn.